# Șah la rege
Șah la rege este un film românesc din 1965 regizat de Haralambie Boroș.

## Distribuție
Ion Besoiu
Emil Botta
Haralambie Boros 
Lazăr Vrabie  